# Euspilotus arcipygus
Euspilotus arcipygus är en skalbaggsart som först beskrevs av Schmidt 1890.  Euspilotus arcipygus ingår i släktet Euspilotus och familjen stumpbaggar. Inga underarter finns listade i Catalogue of Life.